# Сентрал Хајтс-Мидланд Сити (Аризона)
Сентрал Хајтс-Мидланд Сити (енгл. Central Heights-Midland City) насељено је место без административног статуса у америчкој савезној држави Аризона.

## Демографија
По попису из 2010. године број становника је 2.534, што је 160 (-5,9%) становника мање него 2000. године.
| Група             | 2000.         | 2010.         |
| Белци             | 1.957 (72,6%) | 1.709 (67,4%) |
| Афроамериканци    | 1 (0,0%)      | 31 (1,2%)     |
| Азијати           | 6 (0,2%)      | 11 (0,4%)     |
| Хиспаноамериканци | 685 (25,4%)   | 723 (28,5%)   |
| Укупно            | 2.694         | 2.534         |